# Famille de Los Angeles
 (mars 2010).
Si vous disposez d'ouvrages ou d'articles de référence ou si vous connaissez des sites web de qualité traitant du thème abordé ici, merci de compléter l'article en donnant les références utiles à sa vérifiabilité et en les liant à la section « Notes et références ».
La famille de Los Angeles est une organisation criminelle qui fait partie des 25 familles de la mafia américaine. Elle est située à Los Angeles, en Californie. Les activités criminelles de cette organisation sont le racket, la conspiration, le prêt usuraire, le blanchiment d'argent, contrats d'assassinats, l'extorsion, le jeu, l'écrémage des hôtels-casinos et des bars, le trafic de drogue et la fraude. Elle est la dernière famille du crime présente en Californie.

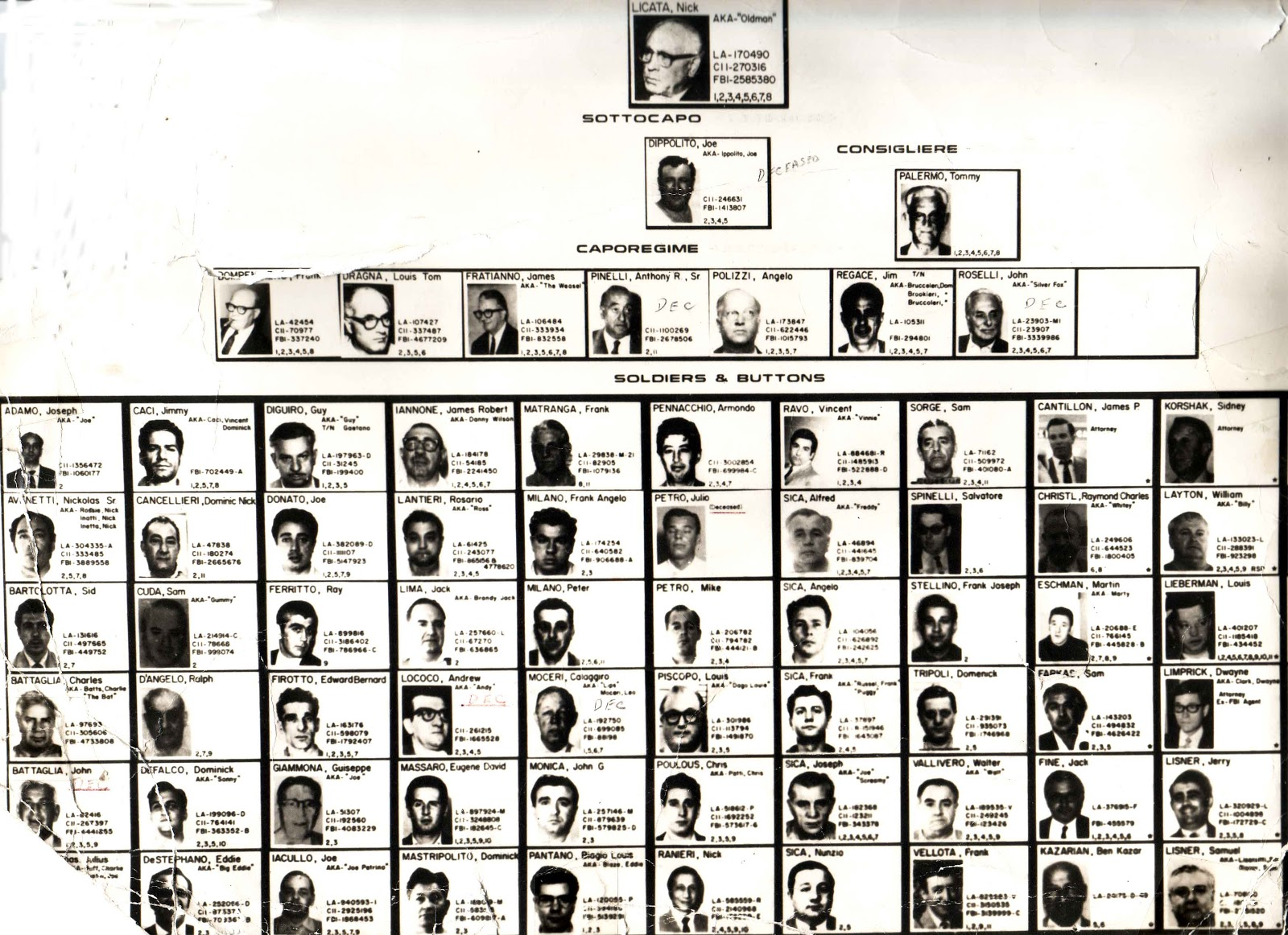
Structure de la famille de Los Angeles datant du 30 décembre 1967

## Boss de la famille de Los Angeles
- 1920-1922 : Vito Di Giorgio
- 1922-1925 : Rosario DeSimone
- 1925-1931 : Joseph Ardizzone
- 1931-1956 : Jack Dragna
- 1956-1967 : Frank DeSimone
- 1967-1974 : Nick Licata
- 1974-1984 : Dominic Brooklier
- 1984-2012 : Peter Milano